# María Fernanda Carrascal
María Fernanda Carrascal Rojas (Bogotá, 10 de enero de 1990) es una activista y política Colombiana. En 2022 llegó al congreso de Colombia como representante a la cámara por Bogotá dentro de la coalición Pacto Histórico.

## Primeros años y estudios
Carrascal nació en Bogotá donde llegaron sus padres dos meses antes de su nacimiento huyendo de la región del Catatumbo por amenazas de muerte. Su papá era un líder social de la Universidad Francisco de Paula Santander y uno  de los organizadores del paro campesino nororiental de finales de los años 1980.
Estudió relaciones internacionales en la Universidad del Rosario y una especialización en Gobierno, Gerencia y Asuntos Públicos en la Universidad Externado de Colombia.
Trabajó como asesora en comunicaciones de entidades públicas en Bogotá durante la alcaldía de Gustavo Petro, de la Agencia Nacional de Tierras en 2016 y de la campaña del congresista Inti Asprilla en 2014 y luego hizo parte de su Unidad de Trabajo Legislativo.

## Activismo

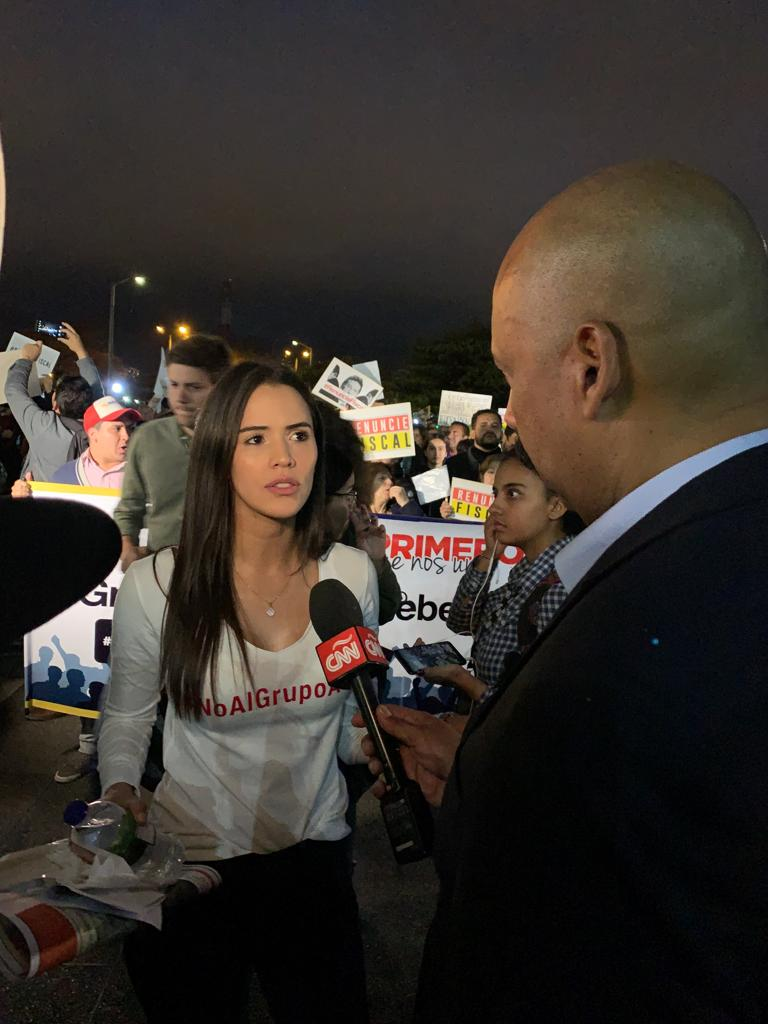
Carrascal en 2019 como activista

Carrascal se dio a conocer por su activismo en redes sociales. Fundó y lideró el movimiento político «El País Primero» buscando que en las elecciones presidenciales de 2018, se eligiera un gobierno que diera garantías de cumplimiento a las acuerdos de paz entre el gobierno Santos y la guerrilla de las FARC ante la amenaza del triunfo en las presidenciales del uribismo y otros sectores de derecha que eran opuestos a esto. Para lograrlo buscó infructuosamente que se realizara una consulta entre los sectores de centro e izquierda liderados por Humberto de la Calle, Sergio Fajardo y Gustavo Petro, para consolidar una candidatura única y frenar el avance de la derecha representada en el candidato Iván Duque. Para la segunda vuelta Carrascal apoyó a Petro y pidió nuevamente la unidad para enfrentar a Duque, pero Fajardo y De la Calle anunciaron el voto en blanco.
Otra de sus conocidas campañas como activista fue la que se conoció como «No al Grupo AVAL», en respuesta a la participación de dicho grupo empresarial en el Caso Odebrecht en Colombia. En esa iniciativa, Carrascal promovió el boicot de la empresa para que los usuarios no adquirieran sus productos financieros. También fue promotora de la solicitud de renuncia del fiscal general Néstor Humberto Martínez por el mismo caso y por su relación con el Grupo Aval.
Para las elecciones legislativas de 2022, Carrascal ingresó a la coalición de izquierda Pacto Histórico, por medio del partido Colombia Humana. Allí ocupó el segundo lugar en la lista cerrada para la cámara de representantes detrás de David Racero. Resultó electa dentro de los 7 representantes del Pacto por Bogotá y 27 a nivel nacional.

## Congresista
Carrascal se posesionó el 20 de julio de 2022. En el congreso ha sido ponente de la reforma Laboral.